# Кристин Лаврансдатер (роман)
Кристин Лаврансдатер је трилогија историјских романа коју је написала нобеловка Сигри Унсет. Појединачни романи су Kransen (Венац), први пут објављен 1920, Husfrue (Жена), објављен 1921, и Korset (Крст), објављен 1922. 
Ово дело је чинило основу за добијање Нобелове награде за књижевност 1928. године, која јој је додељена „углавном због њених моћних описа живота на северу током средњег века“.  Њено дело је веома цењено због своје историјске и етнолошке тачности.

## Радња
Циклус прати живот Кристин Лаврансдатер, измишљене Норвежанке која живи у 14. веку. Кристин одраста у Селу у долини Гудбранд, као ћерка угледног и имућног фармера. Она доживљава бројне сукобе у односима са родитељима и мужем у средњовековној Норвешкој.

### Венац
Кристин Лаврансдатер је ћерка Лавранса, харизматичног, поштованог племића у руралном подручју Норвешке, и његове супруге Рагнфрид, која пати од депресије након губитка три сина новорођенчета и осакаћења млађе ћерке Улвхилд у несрећи. Одгајана у породици пуне љубави и побожности, Кристин развија осетљив, али својевољан карактер, пркосећи својој породици на разне начине. У раном детињству је изложена разним трагедијама. Након што покушај силовања доведе у питање њену репутацију, она бива послата у опатију Нонесетер у Ослу, бенедиктински самостан, што се показало као прекретница у њеном животу.
Упркос томе што је верена за сина суседног земљопоседника, Сајмона Дареа, Кристин се заљубљује у Ерленда Никулаусона, са имања Хусаби у Тренделагу. Ерленда је Католичка црква екскомуницирала због отвореног суживота са Елин, женом истакнутог судије; Елин је оставила свог старијег мужа и отишла да живи са Ерлендом, кршећи и верски и друштвени закон. Имају двоје деце заједно, Орма и Маргрет, који немају законска права откако су рођени у прељубничкој вези.
Ерленд и Кристин започињу страствену романсу која је запечаћена Ерлендовим завођењем Кристин и њиховим саучесништвом у Елининој смрти, што су тешки греси у очима Цркве и државе. Лавранс забрањује њихову везу, али након три године Кристининог пркоса и смрти Улвхилд, више нема снаге да се супротстави Кристин. Он пристаје на њен брак са Ерлендом. Ерленд и Кристин су формално верени, али она остаје трудна пре венчања. Од срамоте, она то крије од свих, укључујући и Ерленда, удаје се са распуштеном косом и носи породичну свадбену круну — привилегије резервисане за девице невесте.
Овај део трилогије назван је по златном венцу који Кристин носи као девојка, а који је резервисан за девице из племићке породице. Симболизује њен невин живот пре него што упозна Ерленда; након што је он заведе, она више нема право да га носи, већ то чини из страха да њен грех не изађе на видело.

### Жена
Друга књига почиње Кристининим доласком у Хусаби. Она пати од кајања за своје грехе и страха за своје нерођено дете. Њена веза са Ерлендом више није она безбрижна од прошлих дана, јер види да је он нагао и расипнички располаже својим стварима, иако је његова страст према њој непромењена. Она рађа сина Никулауса, који је на њено изненађење здрав и читав упркос околностима зачећа.
Након што се исповедила свом парохијском свештенику, Кристин одлази на ходочашће у светиште Светог Олава у Трондхајму како би се покајала и захвалила за рођење сина. Свој златни венац, који је незаслужено носила после Ерлендовог завођења, поклања светињи.
Током наредних година, Кристин и Ерленд имају још шест синова заједно и Кристин постаје глава домаћинства. Она мора да се носи са слабостима свог мужа док води имање, подиже своју децу, као и децу Ерлендове бивше љубавнице, и покушава да остане верна својој вери. Током ових година, њени родитељи умиру, а њена преостала сестра Рамборг је удата за Симона Дареа, иако он потајно још увек воли Кристин. Рамборг је имала само четрнаест година када се удала, али се залагала за ово венчање јер је волела Симона од детињства. Она мало разуме шта брак значи, посебно за човека који је био заљубљен у неку другу много година.
Ерленд постаје вођа у завери да свргне краља и постави последњег краљевог сина на престо. За то време, делом упркос Кристининој хладноћи према њему, он има једну ноћ аферу са другом женом, која проналази писма о њему у вези са завером и издаје га властима. Завера, која би вероватно успела и уздигла Ерленда и његове синове међу племство, је тако осујећена Ерлендовом наглошћу. Захваљујући напорима Кристининог бившег вереника, Симона, његов живот је поштеђен, али његова имовина мора бити одузета. Хусаби је за њих изгубљен и Ерлендови синови остају без наследства. Једина имовина која је остала породици је Кристинина фарма из детињства, Јорундгард.

### Крст
Кристин, Ерленд и њихова деца се враћају у Јорундгард, али не успевају да задобију прихватање заједнице. Тешкоће наглашавају Кристинин осећај обавезе према породици и њеној вери. Међутим, она и Ерленд су се отуђили од Симона и Рамборг након што су Ерленд и Рамборг постали свесни да Симон никада није престао да воли Кристин.
Кристин постаје све забринутија за будућност својих синова сада када је Ерленд изгубио наследство. После жестоке свађе на ову тему у којој га она неповољно упоређује са својим оцем, који је сачувао своје имање и наследство иако се све више фармера око њега задуживало и губило своју земљу због круне, Ерленд напушта властелинство и насељава се у Хаугену, некадашњем дому његове тетке Ашилд и месту где ју је убио њен муж.
Он и Кристин се тамо накратко поново уједињују током његовог одсуства након што је умирући Симон извукао обећање од Кристин да ће од Ерленда затражити опроштај за њене тешке речи. Заједно су зачели осмог сина, али Ерленд одбија да се врати на имање, уместо тога инсистирајући да се Кристин пресели у Хауген да би била са њим. Кристин је веома љута и повређена, а када се породи, свом сину даје име Ерленд. Ово је страшно кршење обичаја, јер локално сујеверје тврди да се деци не смеју давати имена по живим рођацима или ће неко од њих двоје умрети. На тај начин она показује да свог мужа сматра мртвим за њу. Сујеверје се потврђује, јер дете слаби од тренутка када му је дато очево име и убрзо умире.
Због љубоморе отуђене супруге свог пословође, Кристин је јавно оптужена за прељубу и саучесништво у смрти детета. Њени синови се окупљају око ње, а Лавранс јаше да обавести Ерленда. Ерленд одмах креће у Јорундгард, али по повратку на фарму бива убијен у сукобу са мештанима и умире, без исповести свештенику, у Кристининим рукама након што је потврдио њену невиност.
Након што је фарму предала свом трећем сину и његовој жени, Кристин се враћа у Трондхајм. Када Црна смрт стиже у Норвешку 1349. године, Кристин се посвећује нези болесника. Убрзо након што сазна да су њена два најстарија сина подлегла куги, она и сама подлеже куги, али не пре него што изврши последње добро дело које јој омогућава да умре у миру.

### Сродни радови
Унсет је написала тетралогију, „Мајстор Хествикена“, која се дешава отприлике у исто време када и Кристин Лаврансдатер. Кристинини родитељи се накратко појављују у овој књизи, при крају дела под називом "Змијска јама". Они су приказани као млади ожењени људи, који се играју са својим малим сином. Они су срећан и успешан пар у свом првом дому у Скогу, пре Кристининог рођења. Несрећни живот Олава, главног лика „Господара Хествикена“, стоји у оштрој супротности са срећом младог пара, иако Кристинини родитељи на крају изгубе све своје синове у детињству и трпе многе друге недаће и туге.

## Књижевни значај и критика
Кристин Лаврансдаттер је у своје време била запажена и донекле контроверзна због експлицитне карактеризације секса уопште и женске сексуалности посебно; и третмана морално двосмислених ситуација.
То је била главна основа да Унсетова добије Нобелову награду за књижевност.

## Приказ Норвешке из 14. века
Карактеристике етнологије, географије и историје Норвешке из 14. века ауторке Унсет, држане су као археолошки и књижевни докази који су се појавили од његовог писања. Велики део педантне тачности приказа средњовековног живота произилази из ауторкиног сопственог познавања нордијске средњовековне књижевности и културе (њен отац, Ингвалд Мартин Унсет, био је археолог) и њеног личног побожног католицизма. Упорни реализам Кристин Лаврансдатер стоји у супротности са романтизованим приказима средњег века које су популаризовали прерафаелити и Мит о Артуру. 

## Награде и номинације
- Нобелова награда за књижевност, 1928

## Филмске, ТВ или позоришне адаптације
- Кристин Лаврансдаттер, 1995, режија Лив Улман
- ДВД
- ВХС

## Културни утицај
- Неколико локација поменутих у романима претворено је у музеје и дестинације, укључујући средњовековни центар Јорундгард, Кристинине дане и друге догађаје
- Радња Кристин Лаврансдатер важан је елемент у кратком анимираном филму Дански песник који је освојио Оскара 2007.